# 不死隊

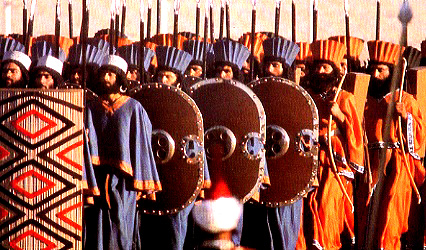
イラン建国二千五百年祭典に登場したペルシア帝国の不死隊。1971年撮影。

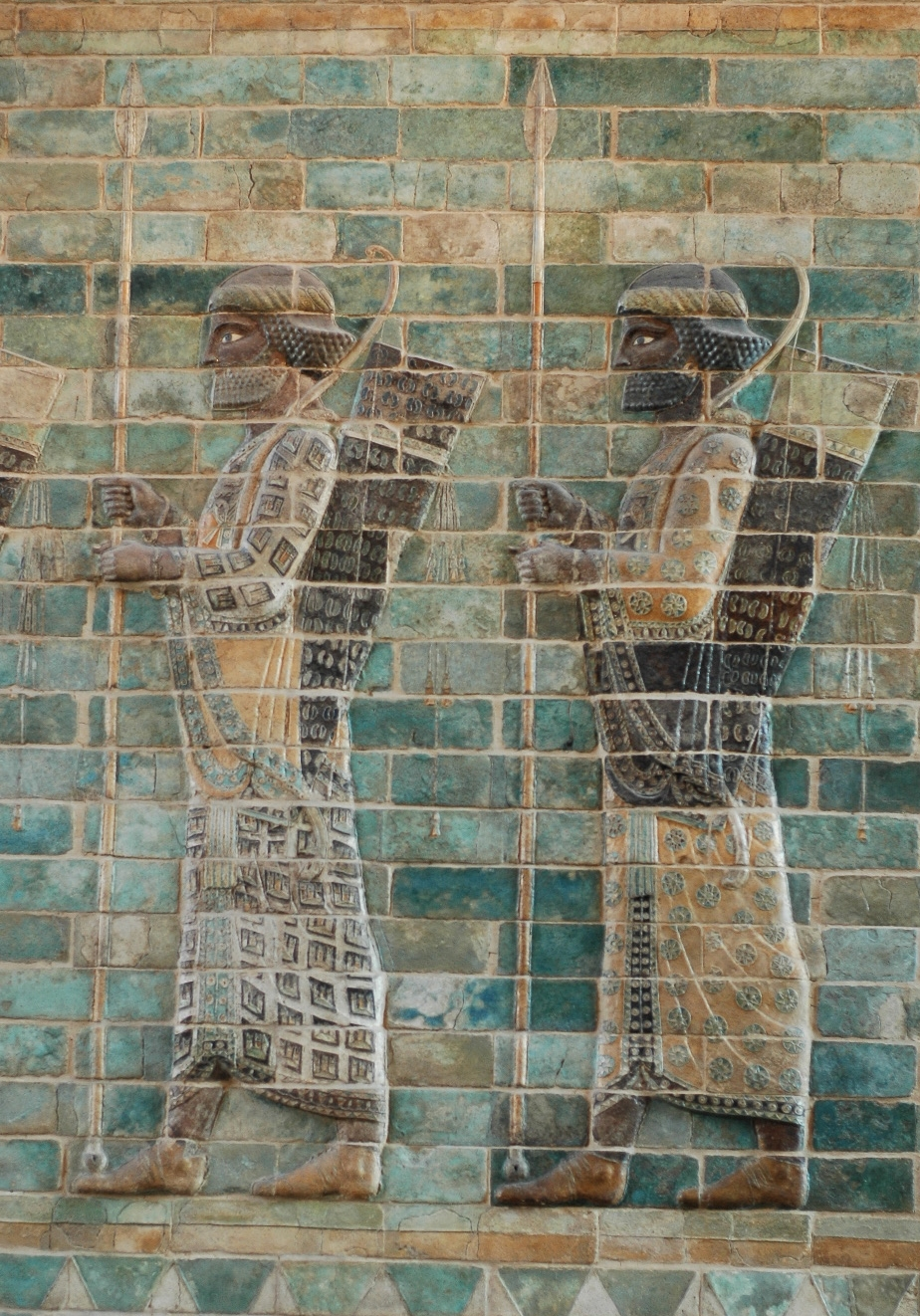
アタナトイの親衛隊

不死隊（ふしたい）は、アケメネス朝ペルシアの定員一万人の精鋭部隊である。ペルシア戦争期にはヒュダルネスが率いた。
一人の兵士が倒されてもまた別の新しい兵士がすぐに補充され戦闘に加わり戦ったことから、ヘロドトスがこれを指してアタナトイ（不死の意）、もしくは一万騎兵と呼んだものが起源で、英語でイモータルズ（immortals、隊員はイモータル）、不滅隊などとも呼称される。ただしアタナトイの語についてはペルシア語で随伴者を意味する「アヌーシャ」が転訛した可能性も指摘される。

## 概要
多民族からなっていた為、アタナトイの装備は様々だった。
- メディア人やペルシア人は鉄製の鱗鎧を着て、黒くて薄い布を顔に巻きつけて、槍と木を編んで作った盾を持つ。
- アッシリア人は黄銅の兜をかぶる。
- モスコス人は木製の兜をかぶる。
- 東エチオピア人は馬の頭皮をかぶる。
- スキタイ人は尖った帽子をかぶって弓と斧と短剣とを携える。
- 西エチオピア人は豹やライオンの毛皮を着ていた。
- インド人は綿の衣服を着て藤の弓を持っていた。

ペルシア軍の中では精鋭の重装部隊として分類されるが、例えばギリシアのホプリタイなどの装備と比べると防御面で劣っており、装備重視というよりはどちらかというとその数による迫力と人海戦で他を圧倒したようである。また「一万騎兵」とも言うが常に騎兵として戦ったわけでも、逆に歩兵のみの役割で戦争に赴いたわけでもなく、状況に応じてそれらの軍編成が変わったようである。また彼らはその行軍に家族や従者を車に乗せ、引き連れていた。
戦術は主に突撃する前列を後列が援護するというものだったが、顔もまともに見えない膨大な数のアタナトイが無言で近づいてくるさまは大変不気味であったために、彼らと戦った多くの軍隊はその行進だけで士気を挫かれたという。こうしたアタナトイの中でもさらに選りすぐりの兵士はオイ・メロポロイと呼ばれた親衛隊に編成され、リンゴをかたどった金の石突が付いた槍を持ち緋色や花梨色の揃いの衣服を着て王の周囲にいて警備を行った。
アタナトイが活躍した戦争としてキュロス2世によるバビロン征服（紀元前547年）、カンビュセス2世のエジプト遠征（紀元前525年）、ダレイオス1世によるインド遠征（紀元前520年）やスキタイ遠征（紀元前513年）が挙げられるほか、ペルシア戦争でも用いられた。マラトンの戦い（紀元前490年）やテルモピュライの戦い（紀元前480年）に加わったほか、マルドニオス指揮下で占領軍としても働きを見せた。しかしながらアレクサンドロス3世（大王）にはイッソスの戦いで敗れている。